# 龙庆峡水库

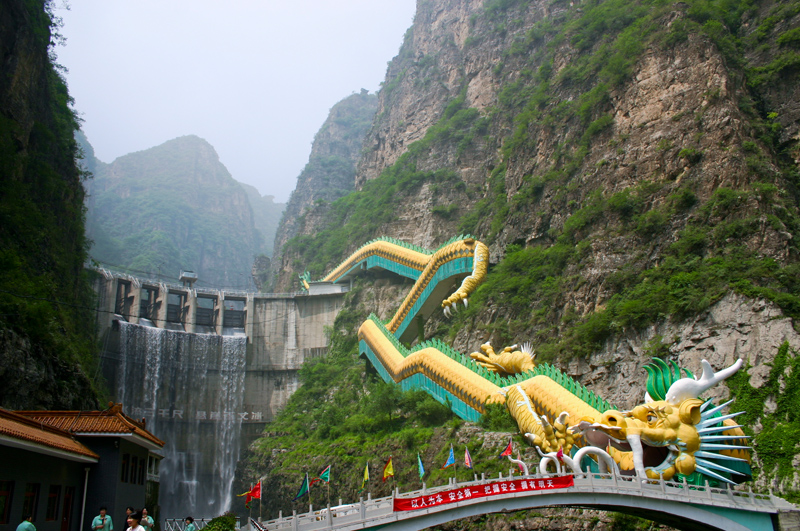
龙庆峡沿岸景色

龙庆峡水库是位于北京市延庆区旧县镇的水库，又称古城水库，龙庆峡风景区位于该水库。
1973-1981年建成。库容852万立方米，水面面积34万平方米。控制流域面积119平方公里。大坝坝高70米，坝顶长90米。
库区是北京地区的旅游景点。